# Eleccions legislatives daneses de 1968
Les eleccions legislatives daneses de 1968 se celebraren el 23 de gener de 1968. El partit més votat foren els socialdemòcrates però es formà un govern de coalició de conservadors, Venstre i det Radikale Venstre dirigit per Hilmar Baunsgaard.
| Partit                           | Líder                 | Vots           | %              | Escons         | +/-            |                |
| -------------------------------- | --------------------- | -------------- | -------------- | -------------- | -------------- | -------------- |
| Socialdemokratiet                | Jens Otto Krag        | 974,833        | 34.2           | 62             | -7             |                |
| Det Konservative Folkeparti      | Poul Clorius Sørensen | 581,051        | 20.4           | 37             | +3             |                |
| Venstre                          | Poul Hartling         | 530,167        | 18.6           | 34             | -1             |                |
| Det Radikale Venstre             | Hilmar Baunsgaard     | 427,304        | 15.0           | 27             | +14            |                |
| Socialistisk Folkeparti          | Aksel Larsen          | 174,553        | 6.1            | 11             | -9             |                |
| Venstresocialisterne (Y)         |                       | 57,184         | 2.0            | 4              | Nou            |                |
| Liberalt Centrum (L)             |                       | 37,407         | 1.3            | 0              | -4             |                |
| Danmarks Kommunistiske Parti (K) |                       | 29,706         | 1.0            | 0              | -              |                |
| Danmarks Retsforbund (E)         |                       | 21,124         | 0.7            | 0              | -              |                |
| De Uafhængige (U)                |                       | 14,360         | 0.5            | 0              | -              |                |
| Schleswigsche Partei (S)         |                       | 6,831          | 0.2            | 0              | -              |                |
| Participació                     | Participació          | 89,3%          | 89,3%          | 89,3%          | 89,3%          | 89,3%          |
| Font                             | Font                  | Folketinget.dk | Folketinget.dk | Folketinget.dk | Folketinget.dk | Folketinget.dk |